# هومبان نومنه یکم
هومبان نومِنَه یکم (به انگلیسی: Humban-numena) یا هومبان نیمنه (به انگلیسی: Humban-nimena) یکی از شاهان ایرانی در دورهٔ عیلامیان بود. وی پسر اترکیته دوم بود. در نوشته‌های بعدی او را نوادهٔ شیلهَهَه می‌دانستند.
پیش از این زمان زندگی این شاه را آغاز سده سیزدهم پیش از میلاد می‌دانستند، ولی در پژوهش‌های اخیر بر پایه یک نامه که در آن پیوندهای خاندان شاهی بابل با شاهانِ ایلام یاد شده‌است، همسر او بزرگ‌ترین دختر کوریگلزوی یکم شاه بابل یاد شده و بنابراین زمان پادشاهی وی باید همزمان با کدشمن انلیل یکم شاه بابل (۱۳۷۴ تا ۱۳۶۰پ. م) بوده باشد.
کتیبه ای از وی در لیان (بوشهر کنونی) به دست آمده‌است که در آن خود را گستراننده پادشاهی خوانده‌است و نام همسرش را ریشَپلَه (به انگلیسی: Rishap-La) یاد کرده‌است.

## کتابشناسی
- قشقائی، حمیدرضا، گاهنمای ایلامیان، تهران، اوگان، ۱۳۹۰.
- کامرون، جرج، ایران در سپیده دم تاریخ، ترجمهٔ حسن انوشه، تهران، علمی و فرهنگی، ۱۳۷۲.
- مجیدزاده، یوسف، تاریخ و تمدن ایلام، تهران، مرکز نشر دانشگاهی، ۱۳۷۰.
- هینتس، والتر، دنیای گمشدهٔ ایلام، ترجمهٔ فیروز فیروزنیا، تهران، علمی و فرهنگی، ۱۳۷۱.
- Vallat , François. Elam: The History of Elam. Encyclopaedia Iranica , vol. VIII pp. 301-313. London/New York , 1998.